# 2009-es Formula–1 török nagydíj
A török nagydíj volt a 2009-es Formula–1 világbajnokság hetedik futama, amelyet 2009. június 5. és június 7. között rendeztek meg a törökországi Isztambul Parkban, Isztambulban.

## Szabadedzések

### Első szabadedzés
A török nagydíj első szabadedzését június 5-én, pénteken tartották, közép-európai idő szerint 09:00 és 10:30 óra között. Az első helyen Nico Rosberg végzett, Lewis Hamiltont és Jarno Trullit megelőzve.
| Helyezés | Versenyző            | Csapat/Motor         | Elért idő | Különbség | Futott kör |
| -------- | -------------------- | -------------------- | --------- | --------- | ---------- |
| 1        | Nico Rosberg         | Williams-Toyota      | 1:28.952  | –         | 24         |
| 2        | Lewis Hamilton       | McLaren-Mercedes     | 1:29.263  | + 0.311   | 23         |
| 3        | Jarno Trulli         | Toyota               | 1:29.271  | + 0.319   | 26         |
| 4        | Sebastian Vettel     | Red Bull-Renault     | 1:29.337  | + 0.385   | 18         |
| 5        | Felipe Massa         | Ferrari              | 1:29.342  | + 0.390   | 22         |
| 6        | Nakadzsima Kazuki    | Williams-Toyota      | 1:29.371  | + 0.419   | 21         |
| 7        | Kimi Räikkönen       | Ferrari              | 1:29.398  | + 0.446   | 25         |
| 8        | Fernando Alonso      | Renault              | 1:29.422  | + 0.470   | 24         |
| 9        | Rubens Barrichello   | Brawn-Mercedes       | 1:29.525  | + 0.573   | 25         |
| 10       | Heikki Kovalainen    | McLaren-Mercedes     | 1:29.590  | + 0.638   | 20         |
| 11       | Jenson Button        | Brawn-Mercedes       | 1:29.747  | + 0.795   | 20         |
| 12       | Adrian Sutil         | Force India-Mercedes | 1:29.864  | + 0.912   | 22         |
| 13       | Timo Glock           | Toyota               | 1:29.934  | + 0.982   | 26         |
| 14       | Nelson Piquet Jr.    | Renault              | 1:30.132  | + 1.180   | 18         |
| 15       | Mark Webber          | Red Bull-Renault     | 1:30.176  | + 1.224   | 22         |
| 16       | Robert Kubica        | BMW Sauber           | 1:30.645  | + 1.693   | 22         |
| 17       | Nick Heidfeld        | BMW Sauber           | 1:30.689  | + 1.737   | 20         |
| 18       | Giancarlo Fisichella | Force India-Mercedes | 1:30.729  | + 1.777   | 22         |
| 19       | Sébastien Bourdais   | Toro Rosso-Ferrari   | 1:30.838  | + 1.886   | 24         |
| 20       | Sébastien Buemi      | Toro Rosso-Ferrari   | 1:30.944  | + 1.992   | 26         |

### Második szabadedzés
A török nagydíj második szabadedzését június 5-én, pénteken délután tartották.
| Helyezés | Versenyző            | Csapat/Motor         | Elért idő | Különbség | Futott kör |
| -------- | -------------------- | -------------------- | --------- | --------- | ---------- |
| 1        | Heikki Kovalainen    | McLaren-Mercedes     | 1:28,841  | −         | 37         |
| 2        | Fernando Alonso      | Renault              | 1:28,847  | + 0,006   | 35         |
| 3        | Robert Kubica        | BMW Sauber           | 1:29,056  | + 0,215   | 35         |
| 4        | Nakadzsima Kazuki    | Williams-Toyota      | 1:29,091  | + 0,250   | 37         |
| 5        | Sebastian Vettel     | Red Bull-Renault     | 1:29,202  | + 0,361   | 4          |
| 6        | Jarno Trulli         | Toyota               | 1:29,207  | + 0,366   | 41         |
| 7        | Nico Rosberg         | Williams-Toyota      | 1:29,257  | + 0,416   | 40         |
| 8        | Rubens Barrichello   | Brawn-Mercedes       | 1:29,305  | + 0,464   | 35         |
| 9        | Mark Webber          | Red Bull-Renault     | 1:29,383  | + 0,542   | 39         |
| 10       | Nelson Piquet Jr.    | Renault              | 1:29,401  | + 0,560   | 38         |
| 11       | Felipe Massa         | Ferrari              | 1:29,416  | + 0,575   | 38         |
| 12       | Jenson Button        | Brawn-Mercedes       | 1:29,430  | + 0,589   | 33         |
| 13       | Lewis Hamilton       | McLaren-Mercedes     | 1:29,435  | + 0,594   | 31         |
| 14       | Timo Glock           | Toyota               | 1:29,518  | + 0,677   | 40         |
| 15       | Kimi Räikkönen       | Ferrari              | 1:29,520  | + 0,679   | 33         |
| 16       | Nick Heidfeld        | BMW Sauber           | 1:29,550  | + 0,709   | 40         |
| 17       | Adrian Sutil         | Force India-Mercedes | 1:30,081  | + 1,240   | 33         |
| 18       | Giancarlo Fisichella | Force India-Mercedes | 1:30,091  | + 1,250   | 38         |
| 19       | Sébastien Bourdais   | Toro Rosso-Ferrari   | 1:30,295  | + 1,454   | 39         |
| 20       | Sébastien Buemi      | Toro Rosso-Ferrari   | 1:30,629  | + 1,788   | 19         |

### Harmadik szabadedzés
A török nagydíj harmadik szabadedzését június 6-án, szombaton délelőtt tartották.
| Helyezés | Versenyző            | Csapat/Motor         | Elért idő | Különbség | Futott kör |
| -------- | -------------------- | -------------------- | --------- | --------- | ---------- |
| 1        | Felipe Massa         | Ferrari              | 1:27,983  | −         | 26         |
| 2        | Jarno Trulli         | Toyota               | 1:28,022  | + 0,039   | 21         |
| 3        | Timo Glock           | Toyota               | 1:28,094  | + 0,111   | 23         |
| 4        | Nakadzsima Kazuki    | Williams-Toyota      | 1:28,122  | + 0,139   | 19         |
| 5        | Robert Kubica        | BMW Sauber           | 1:28,320  | + 0,337   | 20         |
| 6        | Rubens Barrichello   | Brawn-Mercedes       | 1:28,332  | + 0,349   | 21         |
| 7        | Jenson Button        | Brawn-Mercedes       | 1:28,360  | + 0,377   | 19         |
| 8        | Nico Rosberg         | Williams-Toyota      | 1:28,364  | + 0,381   | 19         |
| 9        | Kimi Räikkönen       | Ferrari              | 1:28,415  | + 0,432   | 16         |
| 10       | Sebastian Vettel     | Red Bull-Renault     | 1:28,451  | + 0,468   | 18         |
| 11       | Nelson Piquet Jr.    | Renault              | 1:28,503  | + 0,520   | 15         |
| 12       | Lewis Hamilton       | McLaren-Mercedes     | 1:28,563  | + 0,580   | 19         |
| 13       | Mark Webber          | Red Bull-Renault     | 1:28,678  | + 0,695   | 18         |
| 14       | Nick Heidfeld        | BMW Sauber           | 1:28,715  | + 0,732   | 19         |
| 15       | Heikki Kovalainen    | McLaren-Mercedes     | 1:28,738  | + 0,755   | 19         |
| 16       | Adrian Sutil         | Force India-Mercedes | 1:29,050  | + 1,067   | 18         |
| 17       | Sébastien Bourdais   | Toro Rosso-Ferrari   | 1:29,076  | + 1,093   | 19         |
| 18       | Sébastien Buemi      | Toro Rosso-Ferrari   | 1:29,167  | + 1,184   | 21         |
| 19       | Fernando Alonso      | Renault              | 1:29,261  | + 1,278   | 15         |
| 20       | Giancarlo Fisichella | Force India-Mercedes | 1:29,421  | + 1,438   | 17         |

## Időmérő edzés
A török nagydíj időmérő edzését június 6-án, szombaton futották.

### Az edzés végeredménye
| Helyezés | Versenyző            | Csapat/Motor         | 1. rész  | 2. rész  | 3. rész  |
| -------- | -------------------- | -------------------- | -------- | -------- | -------- |
| 1        | Sebastian Vettel     | Red Bull-Renault     | 1:27.330 | 1:27.016 | 1:28.316 |
| 2        | Jenson Button        | Brawn-Mercedes       | 1:27.355 | 1:27.230 | 1:28.421 |
| 3        | Rubens Barrichello   | Brawn-Mercedes       | 1:27.371 | 1:27.418 | 1:28.579 |
| 4        | Mark Webber          | Red Bull-Renault     | 1:27.466 | 1:27.416 | 1:28.613 |
| 5        | Jarno Trulli         | Toyota               | 1:27.529 | 1:27.195 | 1:28.666 |
| 6        | Kimi Räikkönen       | Ferrari              | 1:27.556 | 1:27.387 | 1:28.815 |
| 7        | Felipe Massa         | Ferrari              | 1:27.508 | 1:27.349 | 1:28.858 |
| 8        | Fernando Alonso      | Renault              | 1:27.988 | 1:27.473 | 1:29.075 |
| 9        | Nico Rosberg         | Williams-Toyota      | 1:27.517 | 1:27.418 | 1:29.191 |
| 10       | Robert Kubica        | BMW Sauber           | 1:27.788 | 1:27.455 | 1:29.357 |
| 11       | Nick Heidfeld        | BMW Sauber           | 1:27.795 | 1:27.521 |          |
| 12       | Nakadzsima Kazuki    | Williams-Toyota      | 1:27.691 | 1:27.629 |          |
| 13       | Timo Glock           | Toyota               | 1:28.160 | 1:27.795 |          |
| 14       | Heikki Kovalainen    | McLaren-Mercedes     | 1:28.199 | 1:28.207 |          |
| 15       | Adrian Sutil         | Force India-Mercedes | 1:28.278 | 1:28.391 |          |
| 16       | Lewis Hamilton       | McLaren-Mercedes     | 1:28.318 |          |          |
| 17       | Nelson Piquet Jr.    | Renault              | 1:28.582 |          |          |
| 18       | Sébastien Buemi      | Toro Rosso-Ferrari   | 1:28.708 |          |          |
| 19       | Giancarlo Fisichella | Force India-Mercedes | 1:28.717 |          |          |
| 20       | Sébastien Bourdais   | Toro Rosso-Ferrari   | 1:28.918 |          |          |

## Futam
A török nagydíj futamát június 7-én tartották.
| Helyezés | Rajtszám | Versenyző            | Csapat/Motor         | Futott kör | Idő/Kiesés oka | Rajthely | Pont |
| -------- | -------- | -------------------- | -------------------- | ---------- | -------------- | -------- | ---- |
| 1        | 22       | Jenson Button        | Brawn-Mercedes       | 58         | 1h26:24.848    | 2        | 10   |
| 2        | 14       | Mark Webber          | Red Bull-Renault     | 58         | + 6.714        | 4        | 8    |
| 3        | 15       | Sebastian Vettel     | Red Bull-Renault     | 58         | + 7.461        | 1        | 6    |
| 4        | 9        | Jarno Trulli         | Toyota               | 58         | + 27.843       | 5        | 5    |
| 5        | 16       | Nico Rosberg         | Williams-Toyota      | 58         | + 31.539       | 9        | 4    |
| 6        | 3‡       | Felipe Massa         | Ferrari              | 58         | + 39.996       | 7        | 3    |
| 7        | 5        | Robert Kubica        | BMW Sauber           | 58         | + 46.247       | 10       | 2    |
| 8        | 12       | Timo Glock           | Toyota               | 58         | + 46.959       | 13       | 1    |
| 9        | 4‡       | Kimi Räikkönen       | Ferrari              | 58         | + 50.247       | 6        |      |
| 10       | 7        | Fernando Alonso      | Renault              | 58         | + 1:02.420     | 8        |      |
| 11       | 16       | Nick Heidfeld        | BMW Sauber           | 58         | + 1:04.327     | 11       |      |
| 12       | 17       | Nakadzsima Kazuki    | Williams-Toyota      | 58         | + 1:06.376     | 12       |      |
| 13       | 1‡       | Lewis Hamilton       | McLaren-Mercedes     | 58         | + 1:20.454     | 16       |      |
| 14       | 2‡       | Heikki Kovalainen    | McLaren-Mercedes     | 57         | + 1 kör        | 14       |      |
| 15       | 12       | Sébastien Buemi      | Toro Rosso-Ferrari   | 57         | + 1 kör        | 18       |      |
| 16       | 8        | Nelson Piquet Jr.    | Renault              | 57         | + 1 kör        | 17       |      |
| 17       | 20       | Adrian Sutil         | Force India-Mercedes | 57         | + 1 kör        | 15       |      |
| 18       | 11       | Sébastien Bourdais   | Toro Rosso-Ferrari   | 57         | + 1 kör        | 20       |      |
| Ki       | 23       | Rubens Barrichello   | Brawn-Mercedes       | 47         | Váltóhiba      | 3        |      |
| Ki       | 21       | Giancarlo Fisichella | Force India-Mercedes | 4          | Fékhiba        | 19       |      |

* A ‡-tel jelzett autók használták a KERS-t.

## A világbajnokság állása a verseny után
| H   | Versenyzők         | Pont | H   | Konstruktőrök        | Pont |
| --- | ------------------ | ---- | --- | -------------------- | ---- |
| 1.  | Jenson Button      | 61   | 1.  | Brawn-Mercedes       | 96   |
| 2.  | Rubens Barrichello | 35   | 2.  | Red Bull-Renault     | 56,5 |
| 3.  | Sebastian Vettel   | 29   | 3.  | Toyota               | 32,5 |
| 4.  | Mark Webber        | 27,5 | 4.  | Ferrari              | 20   |
| 5.  | Jarno Trulli       | 19,5 | 5.  | McLaren-Mercedes     | 13   |
| 6.  | Timo Glock         | 13   | 6.  | Williams-Toyota      | 11,5 |
| 7.  | Nico Rosberg       | 11,5 | 7.  | Renault              | 11   |
| 8.  | Felipe Massa       | 11   | 8.  | BMW Sauber           | 8    |
| 9.  | Fernando Alonso    | 11   | 9.  | Toro Rosso-Ferrari   | 5    |
| 10. | Kimi Räikkönen     | 9    | 10. | Force India-Mercedes | 0    |

## Statisztikák
Vezető helyen:
- Jenson Button: 57 (1-17 / 19-58)
- Mark Webber: 1 (18)

Jenson Button 7. győzelme, 2. leggyorsabb köre, Sebastian Vettel 3. pole-pozíciója
- Brawn 6. győzelme.